# Grand Prix de Triathlon

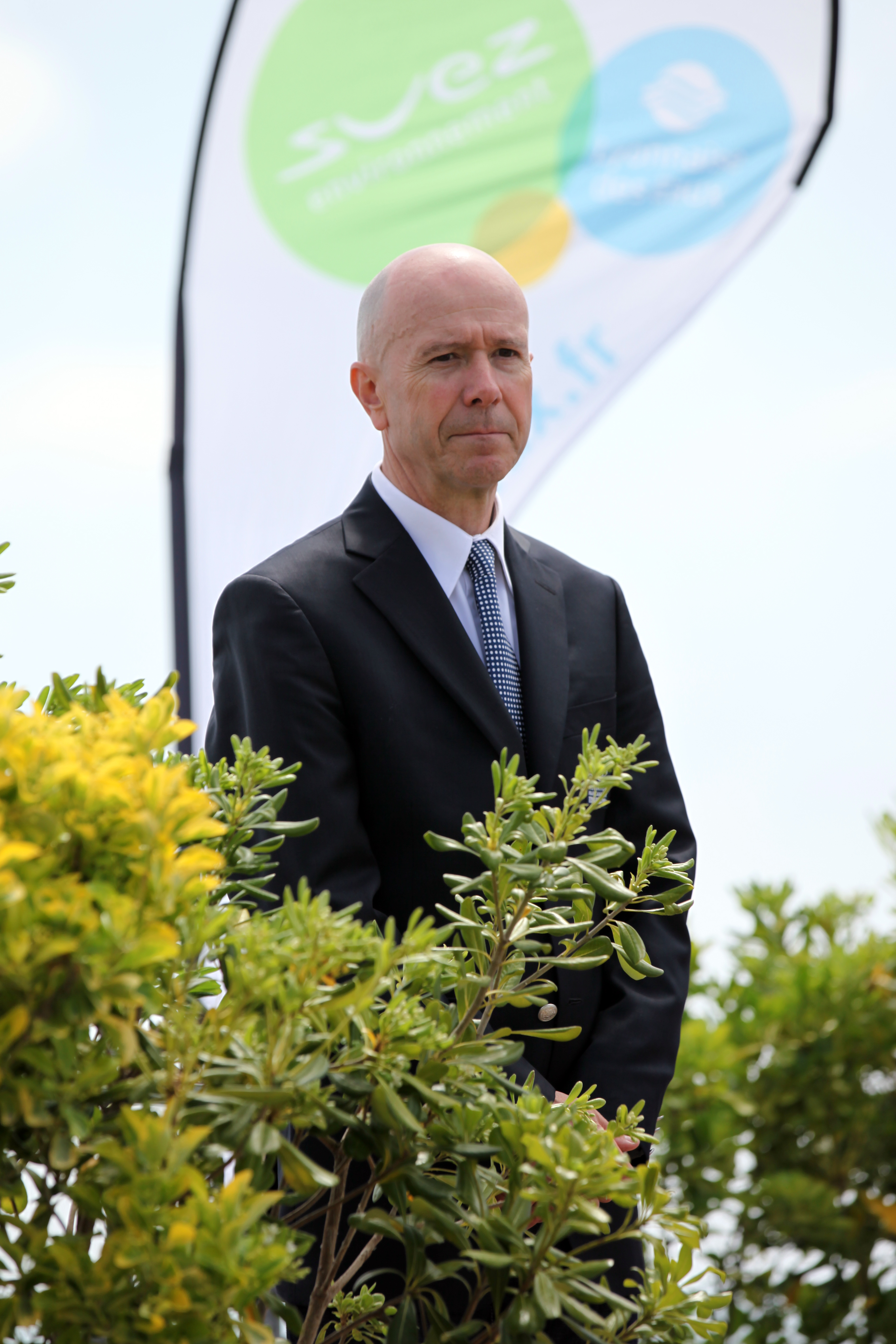
Philippe Lescure, Präsident des Französischen Triathlon-Verbandes F.F.TRI.

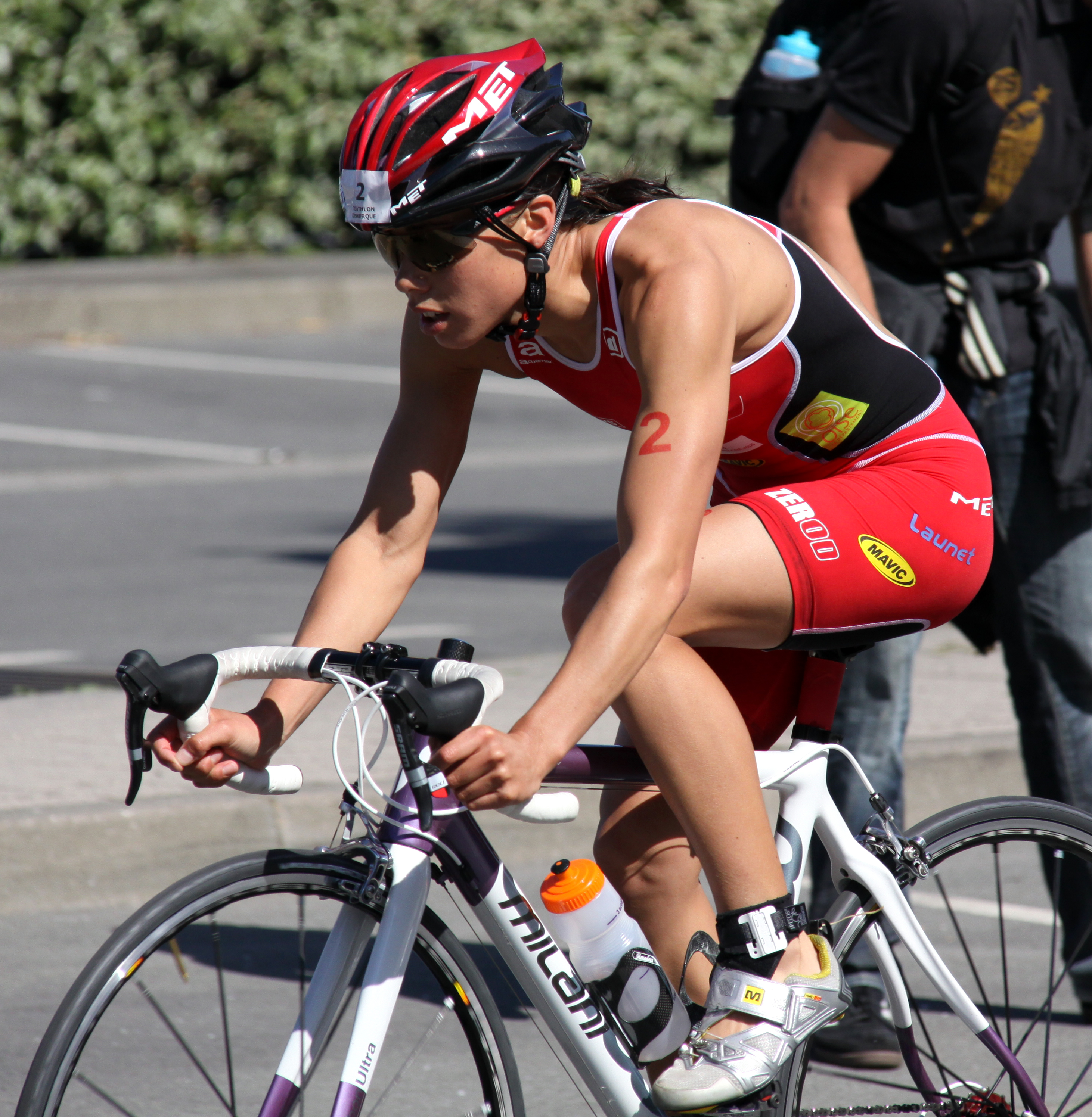
Die Neuseeländerin Andrea Hewitt gewinnt für Beauvais Triathlon den Eröffnungstriathlon des Grand Prix 2010 in Dünkirchen.

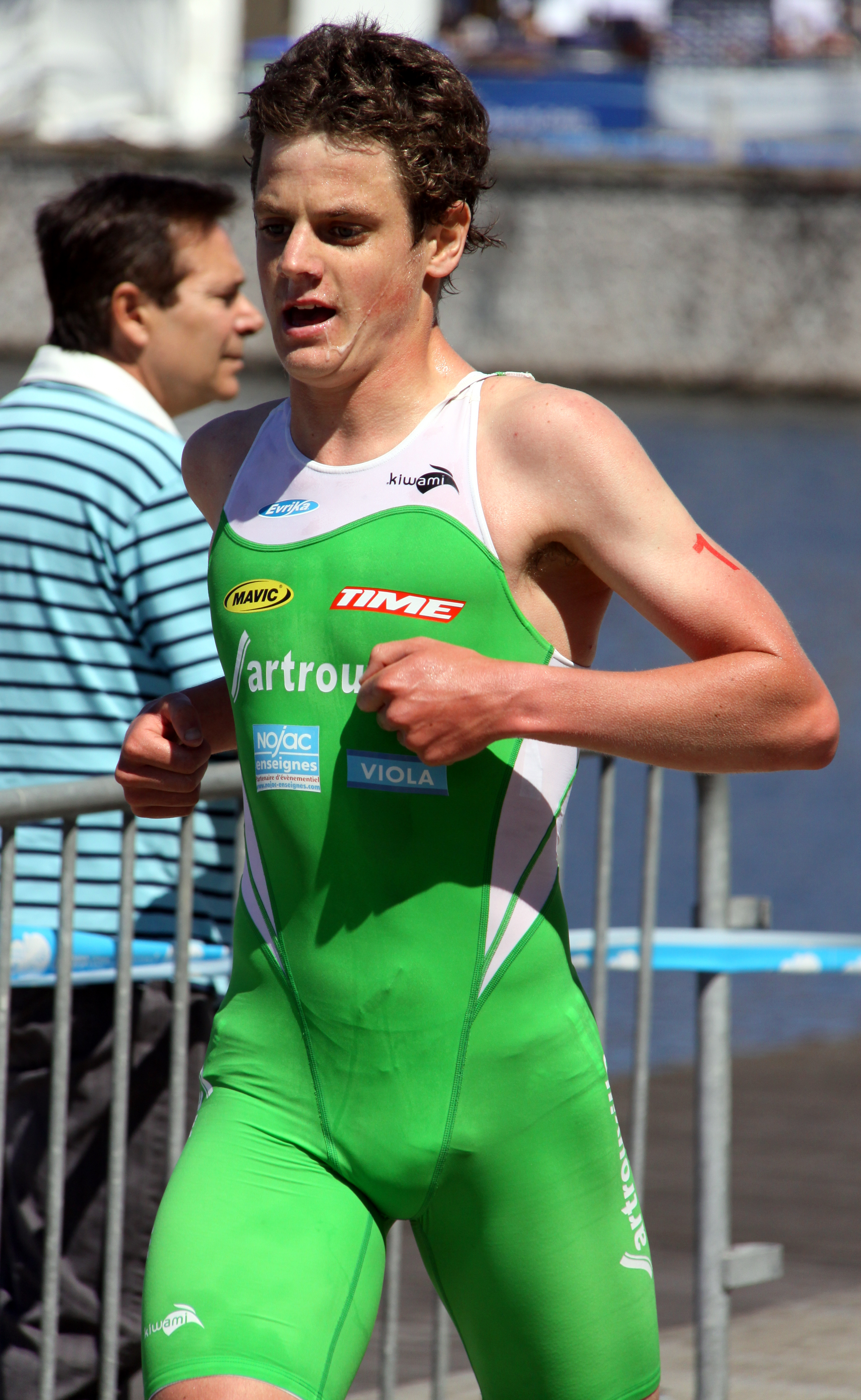
Der Brite Jonathan Brownlee gewinnt 2010 für EC Sartrouville die Herren-Einzelwertung in Dünkirchen

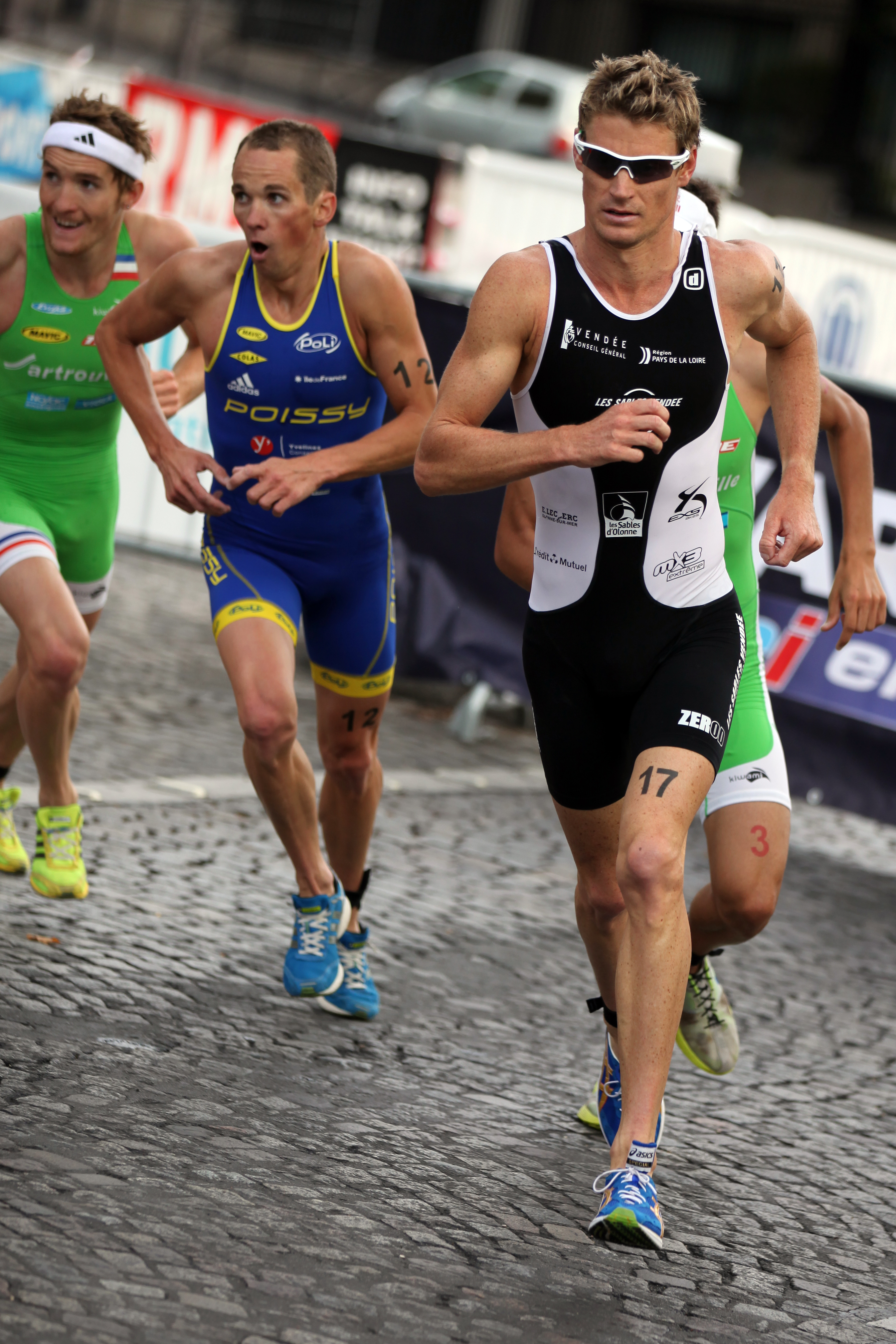
Brad Kahlefeldt und Gregory Rouault beim Grand-Prix-Triathlon in Paris, 2011

Der Grand Prix de Triathlon ist eine seit 1995 ausgetragene Triathlon-Meisterschaft bzw. Vereins-Meisterschaftsserie in Frankreich, die sich durch die Vielzahl internationaler Elite-Triathleten und die große mediale Aufmerksamkeit auszeichnet.

## Organisation
Jährlich gibt im Rahmen dieser Meisterschaft (offizielle Bezeichnung: Championnat de France des Clubs Division 1 (Triathlon D1); inoffiziell nach dem Sponsor auch Grand Prix F.F.TRI. – Lyonnaise des Eaux benannt) fünf Rennen an wechselnden Orten. Die Rennen gehen über die Sprintdistanz: 750 m Schwimmen, 20 km Radfahren und 5 km Laufen.
Für jeden der fünf Einzelbewerbe wird die Club-Wertung dadurch ermittelt, dass die aufgrund der Gesamtwertung ermittelten Plätze der jeweils besten drei Triathleten eines Clubs (triathlètes classants l'equipe) addiert werden. Die übrigen zwei Triathleten eines Clubs bleiben für die Reihung außer Acht. Der Club mit der niedrigsten Summe aus den individuellen Platzzahlen seiner drei besten Triathleten ist Etappen-Gewinner – und so fort. Für die Gesamt-Meisterschaft werden allerdings den auf die eben beschriebene Weise gereihten Clubs einer einzelnen Etappe Punkte zugewiesen. Die beste Herren-Mannschaft einer Etappe erhält beispielsweise für den Sieg 20 Punkte und die beste Damen-Mannschaft 18 Punkte.
Für die gesamte Saison muss jeder Club sieben Triathleten nominieren, deren fünf müssen bei jedem Bewerb antreten, ab 2011 musste einer der fünf Franzose sein und ab 2012 zwei, womit aber weiterhin bis zu drei ausländische Legionäre für sich alleine die Mannschaftswertung bestimmen können.
Am Grand Prix nehmen laut Réglement sportive 16 Herren- sowie 13 (oder 14) Frauen-Mannschaften teil.

### 2011
Im Jahr 2011 bestand der Grand Prix aus folgenden fünf Bewerben: Nizza (24. April 2011), Dünkirchen (22. Mai 2011), Paris (9. Juli 2011), Tours bzw. Tourangeaux (28. August 2011) und La Baule bzw. Triathlon Audencia als Großes Finale (17. September 2011).
Im Unterschied zum Vorjahr fehlten 2011 langjährige ausländische Elite-Stars, die sich auf die Olympiaqualifikation und somit internationale Wettkämpfe konzentrieren. Zudem fielen insgesamt fünf bereits für den Grand Prix qualifizierte Mannschaften, darunter der Traditions-Verein Beauvais Triathlon aus. Es gingen nur 11 statt wie vom Reglement vorgesehen 14 Damen-Mannschaften an den Start, denn es zogen drei bereits qualifizierte Damen-Mannschaften (Beauvais, Montpellier, Nantes) und zwei Herren-Mannschaften (Beauvais, Montluçon) ihre Meldung überraschend zurück.

### 2012
2012 gelang es, die Zahl der Damen-Teams wieder auf 13 anzuheben, doch blieb abzuwarten, ob die neu eingestiegenen Vereine ohne ausländische Gaststars mit den alten Elite-Clubs mithalten können.
2012 waren die folgende Stationen vorgesehen:
- Les Sables-d’Olonne: 28. und 29. April 2012
- Dünkirchen: 20. Mai 2012
- Toulouse: 16. Juni 2012
- Paris: 7. Juli 2012
- Nizza: 16. September 2012

### 2016
Poissy Triathlon konnte als bislang erfolgreichster Verein die Meisterschaft bereits 16-mal gewinnen: Bis 2016 sechsmal bei den Männern und zehnmal bei den Frauen.

Poissy Triathlon konnte im September auch die erstmals ausgetragene europäische Clubmeisterschaft – ETU Triathlon Clubs European Championships – für sich entscheiden.

### 2017
Bei der europäischen Clubmeisterschaft ETU Triathlon Clubs European Championships belegte Poissy Triathlon im Juli hinter dem portugiesischen Team von Sport Lisboa e Benfica den zweiten Rang.

## Ergebnisse
| Datum/Jahr | Männer                          | Männer                      | Männer                      | Frauen                      | Frauen                      | Frauen                      |
| Datum/Jahr | Erster Platz                    | Zweiter Platz               | Dritter Platz               | Erster Platz                | Zweiter Platz               | Dritter Platz               |
| ---------- | ------------------------------- | --------------------------- | --------------------------- | --------------------------- | --------------------------- | --------------------------- |
| 2017       | Poissy Triathlon -7-            | Saint-Jean-de-Monts         | Montpellier Triathlon       | Poissy Triathlon -11-       | Metz Triathlon              | Issy Triathlon              |
| 2016       | Poissy Triathlon -6-            | Tri Val de Gray             | Metz Triathlon              | Poissy Triathlon -10-       | Saint-Jean-de-Monts         | E.C. Sartrouville Triathlon |
| 2015       | E.C. Sartrouville Triathlon -7- | Saint-Jean-de-Monts         | Poissy Triathlon            | Poissy Triathlon -9-        | Saint-Raphaël Triathlon     | Tri Val de Gray             |
| 2014       | E.C. Sartrouville Triathlon -6- | Sables Vendée               | Saint-Jean-de-Monts Vendée  | Poissy Triathlon -8-        | TCG Parthenay 79            | Tri Val de Gray             |
| 2013       | Sables Vendée -2-               | E.C. Sartrouville Triathlon | Poissy Triathlon            | Poissy Triathlon -7-        | TCG Parthenay 79            | Tri Club Châteauroux 36     |
| 2012       | Sables Vendée -1-               | E.C. Sartrouville Triathlon | Saint-Jean-de-Monts Vendée  | Poissy Triathlon -6-        | TCG Parthenay 79            | Tri Club Châteauroux 36     |
| 2011       | E.C. Sartrouville Triathlon -5- | Poissy triathlon            | Sables Vendée               | Poissy Triathlon -5-        | Charleville Tri Ardennes    | TCG Parthenay 79            |
| 2010       | E.C. Sartrouville Triathlon -4- | Beauvais Triathlon          | Lagardère Paris Racing      | Beauvais Triathlon -5-      | Poissy triathlon            | Montpellier Agglo Triathlon |
| 2009       | E.C. Sartrouville Triathlon -3- | Beauvais Triathlon          | Lagardère Paris Racing      | Beauvais Triathlon -4-      | Poissy Triathlon            | Tri Club Châteauroux 36     |
| 2008       | Beauvais Triathlon -5-          | Lagardère Paris Racing      | Poissy Triathlon            | Poissy Triathlon -4-        | Beauvais Triathlon          | Brive Limousin Triathlon    |
| 2007       | Lagardère Paris Racing          | E.C. Sartrouville Triathlon | Beauvais Triathlon          | Poissy Triathlon -3-        | Beauvais Triathlon          | Tri Club Châteauroux 36     |
| 2006       | E.C. Sartrouville Triathlon -2- | Poissy triathlon            | Beauvais Triathlon          | Beauvais Triathlon -3-      | Poissy Triathlon            | Tri Club Châteauroux 36     |
| 2005       | Poissy Triathlon -5-            | Beauvais Triathlon          | E.C. Sartrouville Triathlon | Poissy Triathlon -2-        | Beauvais Triathlon          | Tri Club Châteauroux 36     |
| 2004       | Beauvais Triathlon -4-          | E.C. Sartrouville Triathlon | Poissy triathlon            | Poissy Triathlon -1-        | Beauvais Triathlon          | Tri Club Châteauroux 36     |
| 2003       | Beauvais Triathlon -3-          | E.C. Sartrouville Triathlon | Poissy Triathlon            | Beauvais Triathlon -2-      | Poissy Triathlon            | Dijon Triathlon             |
| 2002       | Beauvais Triathlon -2-          | E.C. Sartrouville Triathlon | Poissy Triathlon            | Beauvais Triathlon -1-      | Montpellier Agglo Triathlon | –                           |
| 2001       | E.C. Sartrouville Triathlon -1- | Beauvais Triathlon          | Montluçon Triathlon         | Montpellier Agglo triathlon | –                           | –                           |
| 2000       | Beauvais Triathlon -1-          | –                           | –                           | E.C. Sartrouville Triathlon | Montpellier Agglo Triathlon | –                           |
| 1999       | Poissy Triathlon -4-            | E.C. Sartrouville Triathlon | –                           | Tricastin TC -2-            | –                           | –                           |
| 1998       | Poissy Triathlon -3-            | E.C. Sartrouville Triathlon | Racing Club de France       | TC Boulogne-Billancourt -2- | –                           | –                           |
| 1997       | Racing Club de France           | –                           | E.C. Sartrouville Triathlon | Tricastin TC -1-            | –                           | –                           |
| 1996       | Poissy Triathlon -2-            | TGV Saint-Quentin           | Triathl'Aix                 | TC Boulogne-Billancourt -1- | Tricastin TC                | ESM Gonfreville l’Orcher    |
| 1995       | Poissy Triathlon -1-            | Triathl'Aix                 | TGV Saint-Quentin           | TGV Saint-Quentin           | TC Boulogne-Billancourt     | Tricastin TC                |

## Mannschaften
Hier eine Auflistung der an der Meisterschaft teilnehmenden Vereine mit repräsentativen Mitgliedern bzw. Startern:

### Herren-Teams
- Baie de Somme Triathlon: Gábor Faldum, Tony Baheux, Miguel Arraiolos, Bryan Keane, Duarte Marques, Stas Krylov, Sergey Yakovlev, Fabien Guérineau, Massimo De Ponti, Aaron Royle, Jorge Naranjo Vichot

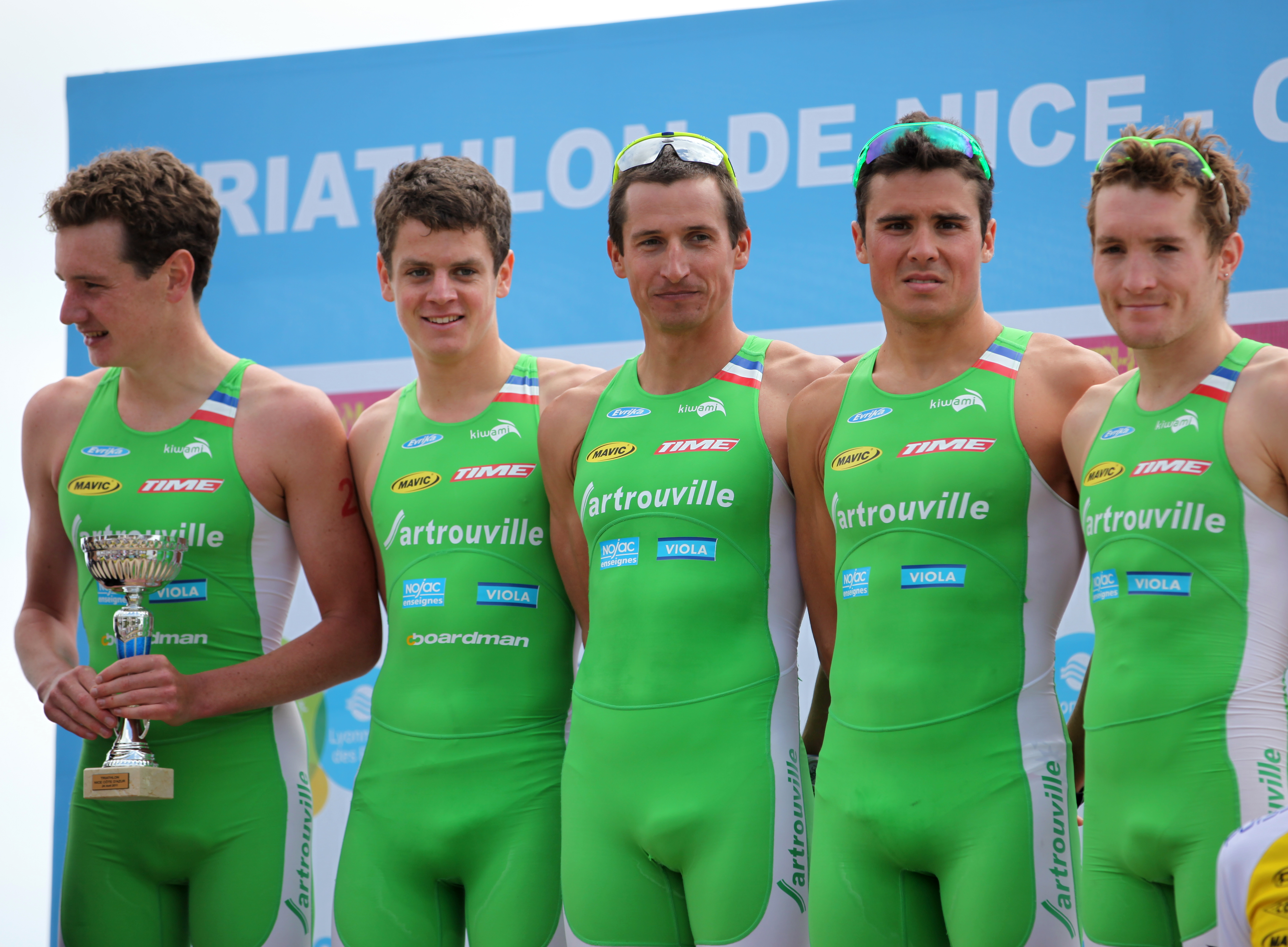
E.C. Sartrouville Triathlon gewinnt mit den Stars Alistair (links) and Jonathan Brownlee (2.v.l.) sowie deren Erzrivalen Javier Gomez Noya (i.d.M.: Filip Ospalý, r.: Étienne Diemunsch) in Nizza, 2011

- E. C. Sartrouville: Fernando Alarza, Alistair Brownlee, Jonathan Brownlee, Sébastian Court, Javier Gómez, David Hauss, Audric Lambolez, David McNamee, Mario Mola, Richard Murray, Filip Ospalý, Kristian Blummenfelt, Crisanto Grajales, Raphaël Montoya, Aaron Royle, Henri Schoeman

- Les Sables Vendée Triathlon: Brad Kahlefeldt, David Hauss, João Silva, Valentin Meshcheryakov, Iwan Michailowitsch Wassiljew, Bruno Païs, Anthony Pujades, Pierre Le Corre, Yulian Malyshev, Uxio Abun Ares

- La Rochelle: Nicolas Billet, Matthew Gunby, James Lock, Vincent Migné, Frédéric Pierrat, Lionel Roye, Valentin Rouvier, Jérémy Savio, Alfred Torok

- Lagardère Paris Racing: Steffen Justus, William Clarke, Tamás Tóth, Romain Caillet, Grégoire Pallardy, Ludovic Échalard, Pierre Monière, Olivier Philizot, David Bardi

- Mulhouse Olympique Tri: Daniel Hofer, Clark Ellice, Toumy Degham, Matthew Sharp, Mattia Ceccarelli, Richard Murray, Matthias Steinwandter, Mark Buckingham, Denis Florentin, Antoine Febway

- Metz Triathlon: Cédric Oesterle, Anthony Pannier, Théo Rebeyrotte, Nils Frommhold, Gregor Buchholz, Andrew Russel, Maurice Clavel, Jordan Rouyer, Charles Martin, Jessy Michel, Mathis Margirier

- Poissy Triathlon: Tony Moulai, Greg Rouault, Aurélien Raphaël, Jérémy Jurkiewicz, Alessandro Fabian, Cyril Moreau, Jérémy Quindos, Tom Richard, Jean-Philippe Boulet

- Rouen Triathlon: Aurélien Lebrun, Arnaud Chivot, Robin Moussel, Alberto Casadei, Alberto Alessandroni, Davide Uccellari, Thomas Bishop, David Bishop, Todd Leckie, James Elvery

- Saint-Raphaël Triathlon: Igor Polyansky, Dmitri Polyansky, Karl Shaw, Raoul Shaw, Olivier Marceau, Julien Fort, Manuele Canuto, Beau Smith, Tommy Zaferes, Julien Pousson

- Saint-Quentin-en-Yvelines: Frédéric Belaubre, Thomas André, Anthony Chassery, Ghislain Hervé, Léo Inostroza, Mare Jaskolka, Guillaume Montoisy, Aymeric Petel, Balasz Pocsai, Romain Pozzo di Borgo.

- Ste Geneviève Triathlon: Vincent Luis, Grégoire Berthon, Andreas Schilling, Andrei Brjuchankow, Aubin Fouchet, Matthieu Marteau, Denis Wassiljew, Rodrigo Gonzalez, Danilo Brustolon

- St Jean de Monts Vendée Triathlon: Brice Daubord, Yohann Vincent, Nicolas Alliot, Alexander Brjuchankow, Kris Gemmell, Ryan Sissons, Ivan Tutukin, Gavin Noble, Anton Ruanova, Anton Chuchko

- TCG 79 Parthenay: Boris Dessenoix, Brendan Sexton, Tony Dodds, Jan Celustka, Simon De Cuyper, Ákos Vanek, Stijn Goris, Luca Facchinetti, Eike Carsten Pupkes

- Triathl'Aix  Bertrand Billard, Romain Guillaume, Anthony Pannier, Benoît Bigot, Sébastien Boujenah

- Versailles Triathlon: Boris Chambon, Fabien Combaluzier, Audric Lucini, Benoît Recouvreur, Jonathan Tryoen, Gordon Benson, Andrea De Ponti, Kristof Kiraly, Franz Löschke, Stefan Zacheus, Ricardo Hernandez

- Vesoul Triathlon: Andrea Secchiero, Alexandre Maire, Jonathan Lardier, Vincent Stragapede, Danylo Sapunow, Yegor Martynenko, Aaron Harris, Peter Bajai, Ben Allen, Davide Bargellini, Petr Bures, Cyril Pochon

### Frauen-Teams
- Brive Limousin Triathlon: Aurélie Ajzenberg, Emma Davis, Julie Del Corral, Lucy Hall, Linde Herreman, Charlotte McShane, Giorgia Priarone, Céline Puydebois, Veronica Signorini, Carla Stampfli

- Charleville Tri Ardennes: Hollie Avil, Anja Dittmer, Olga Dmitrieva, Karolien Geerts, Sarah Groff, Vicky Holland, Emma Moffatt, Delphine Py, Mari Rabie, Alexandra Rasarjonowa, Doumic Letot, Katrien Verstuyft

- E.C. Sartrouville Triathlon: Therese Feuersinger, Jolanda Annen, Carmen Cortes, Lucy Hall, Anneke Jenkins, Gwen Jorgensen, Laura Lindemann, Non Stanford

- Issy Les Moulineaux Triathlon: Linda Guinoiseau, Isabelle Ferrer, Juliette Coudrey, Camille Cierpik, Léonie Périault, Céline Viaud, Marina Damlaimcourt, Carolina Routier, Ashlee Bailie, Viktoriya Kachan

- Lagardère Paris Racing: Emmie Charayron, Fabienne Saint Louis, Rebecca Robisch, Justine Guérard, Pauline Purro, Daria Pletikapa, Rebecca Kingsford, Manon Miranda, Sonia Die

- Metz Triathlon: Jeanne Lehair, Margot Garabedian, Suzanne Henry, Léa Coninx, Zsanett Horvatch, Heather Sellars, Sophie Coldwell, Olivia Mathias, Federica Parodi, Ditte Kristensen, Angelica Olmo, Ashleigh Gentle, Claire Michel

- Noyon Puissance 3 Triathlon (NP3): Line Thams, Nathalie Darras, Emilie Darras

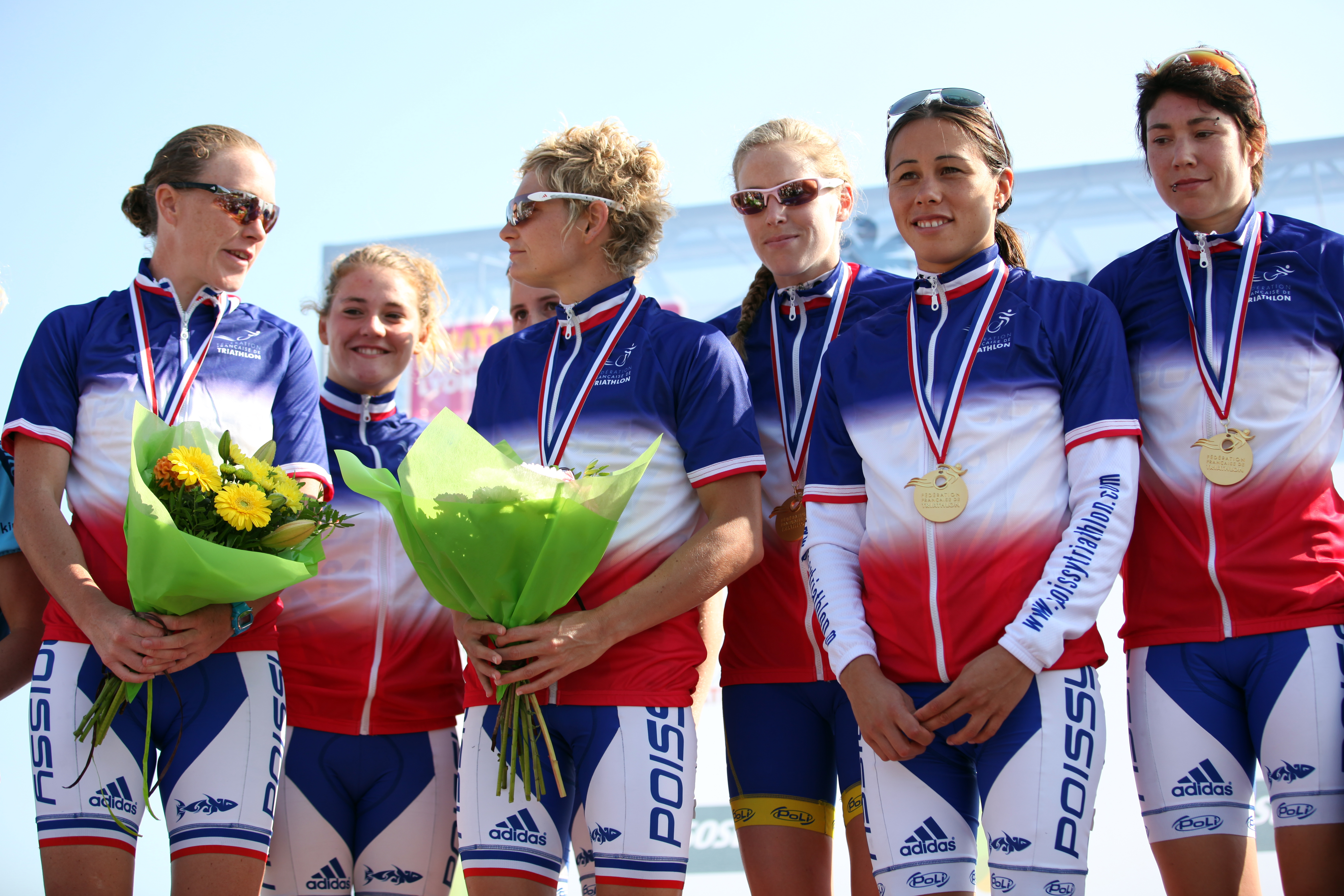
Die Frauen von Poissy Triathlon gewinnen 2012 in Nizza zum sechsten Mal die Meisterschaft: Jessica Harrison, Carole Péon, Aileen Morrison, Andrea Hewitt, Kathrin Müller, Jessica Harrison

- Poissy Triathlon: Jessica Harrison, Carole Péon, Andrea Hewitt, Alexandra Cassan-Ferrier, Cassandre Beaugrand, Coralie Depons, Emilie Leroy

- TCG 79 Parthenay: Felicity Abram, Emma Box, Laurie Belkadie, Ainhoa Murúa, Nicky Samuels, Non Stanford, Debbie Tanner, Alice Betto, Gaia Peron, Margit Vanek

- TC Châteauroux 36: Melanie Annaheim, Ricarda Lisk, Svenja Bazlen, Kathy Tremblay, Clémentine Kauffman, Alia Cardinale, Laetitia Moreau, Vanessa Raw

- Stade Poitevin Triathlon: Felicity Sheedy-Ryan, Jessica Leroux, Holly Lawrence, Lois Rosindale, Laetitia Lantz, Tamsyn Moana-Veale, Maria Shorets, Charlotte Lancereau, Inna Tsyganok, Sara Vilic
- Saint-Raphaël Triathlon: Annamaria Mazzetti, Camille Donat, Anne Tabarant, Greta Horvath, Daniela Chmet, Anastasia Polyanskaya, Luba Ivanovskaya, Caroline Lopez
- Saint Avertin Sports Tri 37 (SASTRI 37): Monika Oražem, Abbie Thorrington, Ine Couckuyt, Hannah Drewett, Elena Maria Petrini, Alessia Orla, Tamara Stonova, Anna Godoy Contreras, Marine Echevin, Pauline Moniere

- Triathl'Aix: Manon Genêt

- Tri Sud 18: Sandrine Delannoy, Aurélie Gauliard, Sabrina Godard, Natacha Lacorre, Hellie Salthouse, Grace Musgrove, Camille Duvauchel, Solène Madrange

- Tri Val de Gray: Barbara Riveros, Anaïs Robin, Fabienne Hébert, Marie-Clémence Prat, Sandrine Fariello, Ashleigh Gentle, Anais Verguet-Moniz, Elizabeth May, Faustine Chabod, Marine Brisard, Gisele Bertucci, Julie Nivoix